# キリストの磔刑 (フラ・アンジェリコ、メトロポリタン美術館)
『キリストの磔刑』（キリストのたっけい、伊: Crocifissione、英: The Crucifixion） は、 初期イタリア・ルネサンスの巨匠フラ・アンジェリコが画業の初期の1420年から1423年ごろ、板上に金とテンペラで制作した絵画である。おそらく個人祈祷用のために制作された作品で、『新約聖書』中の「マタイによる福音書」(27:33-56) 、「マルコによる福音書」(15:22-41) 、「ルカによる福音書」(23:33-49) 、「ルカによる福音書」 (19:18-30) に記述されている「キリストの磔刑」を主題としている。1943年にメイトランド・F・グリッグズ (Maitland F. Griggs) 氏から遺贈されて以来、ニューヨークのメトロポリタン美術館に所蔵されている。

## 作品

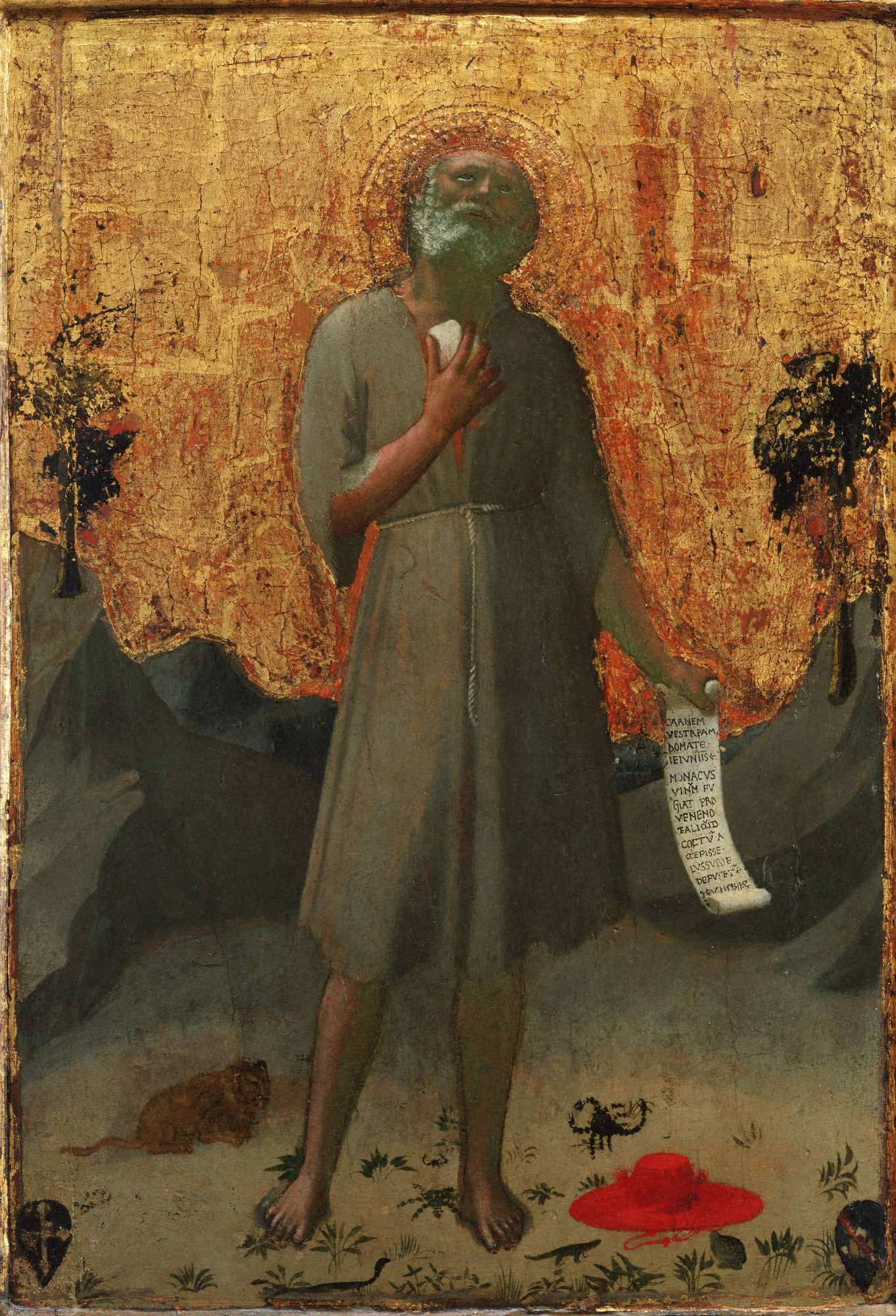
『悔悛する聖ヒエロニムス』（1424年ごろ）、プリンストン大学美術館

この絵画は作者不詳の状態でミラノでその存在が知られるようになったが、1930年まで公共の場で展示されることがなく、その後数十年間に6人あまりの画家に代わるがわる帰属された。その後、1976年に美術史家のマーヴィン・アイゼンバーグ (Marvin Eisenberg) が本作と『悔悛する聖ヒエロニムス (The Penitent Saint Jerome)』 (プリンストン大学美術館) を比較し、両作品に同じ画家の手を見出した。以来、本作は若きフラ・アンジェリコの手に帰属され、多くの研究者に受け入れられたが、異論も提示されている。
画面前景左側では、マグダラのマリア、クロパの妻マリア 、もう1人のマリア及び福音書記者聖ヨハネに付き添われた聖母マリアが悲嘆のあまり昏倒している。十字架上のやせ細りながらも優美なイエス・キリストの周りには6人の天使が配され、そのうち全身が赤い2人の天使は天上から現れている。その下に列をなすように装飾的に配置された4人の天使のうち2人は、キリストの傷口から滴る血を受けるための盃を手にしている。
ぐったりとしたキリストの身体の下方では、先に海綿のついた棒を持つ古代ローマの兵士が鋭い角度で上を見上げている。彼はキリスト教に改宗し、「マタイによる福音書」 (27:54) で「まことに、この人は神の子だった」と述べたとされる人物である。他にも馬上の兵士たちの一群がおり、キリストを見つめる者もいれば、視線を交わし合っている者もいる。兜やターバンといった兵士たちの衣装は様々な色で豊かに彩られ、さらに金彩の加筆によって美しく装飾されている。
馬上の兵士たちが作り出す楕円形は、横向きの馬を何頭も重ねることによって強調されている。円形の構図は、フィレンツェのサン・ジョヴァンニ洗礼堂のためにロレンツォ・ギベルティが制作した『天国の門のブロンズ製扉)』に触発されたものである。効果的な空間構成と人間感情の描写は、後にフラ・アンジェリコのトレード・マークとなる。